# Vương Hiến Nguyên
Vương Hiến Nguyên (chữ Hán: 王憲嫄; 427 – 9 tháng 10, 464), thụy hiệu Văn Mục hoàng hậu (文穆皇后), là hoàng hậu của Lưu Tống Hiếu Vũ Đế Lưu Tuấn, mẹ của Tiền Phế Đế Lưu Tử Nghiệp của nhà Lưu Tống trong lịch sử Trung Quốc.

## Tiểu sử
Vương Hiến Nguyên xuất thân quý tộc Lang Tà Vương thị thuộc huyện Lâm Nghi, quận Lang Tà, cha bà là Vương Yển (王偃), thuộc dòng dõi của Tể tướng Vương Đạo thời nhà Tấn. Vợ chính của Vương Yển là Ngô Hưng trưởng công chúa Lưu Vinh Nam (劉榮男), con gái của Lưu Tống Vũ Đế (nhưng không biết có phải là mẹ ruột của bà không). Ông nội bà là Vương Hỗ (王嘏), tể tướng nhà Tấn, bà nội là Bá Dương công chúa (鄱阳公主), con gái Tấn Hiếu Vũ Đế.
Năm Nguyên Gia thứ 20 (443), Vương Hiến Nguyên kết hôn với Lưu Tuấn khi ông còn là Vũ Lăng vương, được phong là Vũ Lăng vương phi (武陵王妃).

## Hoàng hậu
Năm Nguyên Gia thứ 30 (453), ngày 16 tháng 3, Hoàng thái tử Lưu Thiệu tiến hành chính biến, sát hại Văn Đế Lưu Nghĩa Long, rồi tự xưng là hoàng đế. Vũ Lăng vương Lưu Tuấn dưới sự phụ tá của Thẩm Khánh Chi đã khởi binh thảo phạt Lưu Thiệu. Ngày 20 tháng 5 cùng năm, Lưu Tuấn tức hoàng đế vị, trở thành Lưu Tống Hiếu Vũ Đế. Đến ngày 27 tháng 5, Lưu Tuấn công hạ kinh thành, bắt giữ trưởng huynh Lưu Thiệu và nhị huynh Lưu Tuân (劉濬).
Trong chiến dịch trên, Vương vương phi vẫn ở lại chí tuyến phòng thủ ở Tầm Dương (尋陽, nay thuộc Cửu Giang, Giang Tây) của Giang Châu mà không theo ông tấn công Kiến Khang. Thắng lợi khải hoàng, Hiếu Vũ Đế chào đón mẹ và Vương phi Vương Hiến Nguyên đến kinh thành, phong cho mẹ là Thái hậu và phong Vương phi là Hoàng hậu. Hiếu Vũ Đế cũng lập con trai cả Lưu Tử Nghiệp làm Thái tử.
Không có nhiều ghi chép về hoạt động của bà trong giai đoạn Hoàng hậu. Tuy nhiên, Hiếu Vũ Đế Lưu Tuấn có số lượng lớn các phi tần. Ông được thuật lại là đã có mối quan hệ loạn luân với tất cả những người con gái của Nam Tiếu vương Lưu Nghĩa Tuyên (劉義宣) khi còn ở tại Kiến Khang (tức giữa anh em và chị em họ), điều này đã khiến Lưu Nghĩa Tuyên giận dữ. Theo Bắc sử chép rằng, Hiếu Vũ Đế có thiên tính háo sắc, không kiêng kỵ thân thuộc trong việc lâm hạnh, bị nghi ngờ loạn luân với cả mẫu hậu Lộ Huệ Nam, lưu truyền hậu thế.
Trong tình thế đó, Vương hoàng hậu dần bị thất sủng. Thậm chí, Hiếu Vũ Đế từng có ý định thay đổi ngôi Thái tử của con trai bà là Lưu Tử Nghiệp và Tân An vương Lưu Tử Loan (劉子鸞), con trai Ân thục nghi.
Năm Đại Minh thứ 4 (460), Vương hoàng hậu chủ trì nghi lễ cho tằm tơ ăn lá dâu, nghi lễ có sự tham dự của cả hoàng tộc

## Hoàng thái hậu
Năm Đại Minh thứ 8 (464), Hiếu Vũ Đế băng hà. Thái tử Lưu Tử Nghiệp nối ngôi, tức Lưu Tống Tiền Phế Đế. Vương hoàng hậu được tôn thành Hoàng thái hậu. Con trai bà là người bạo lực và bốc đồng, bao gồm cả việc thảm sát nhiều đại thần cấp cao. Ngoài ra, Lưu Tử Nghiệp còn là người hoang dâm, bị nghi ngờ có quan hệ mờ ám với người chị cả Sơn Âm công chúa Lưu Sở Ngọc.
Mùa thu năm đó, Vương Thái hậu lâm bạo bệnh. Bà triệu kiến Tiền Phế Đế đến để nhìn mặt. Tuy nhiên, Tiền Phế Đế đã từ chối vì cho rằng trong phòng của người bệnh sẽ có những hồn ma. Thái hậu tức giận và nói với các hầu gái: "Hãy đem một thanh kiếm đến và mổ ta ra, để xem làm thế nào con thú vật này ra khỏi được ta!". Bà qua đời ngay sau đó.
Vương Hiến Nguyên được an táng với Hiếu Vũ Đế, thụy hiệu là Văn Mục hoàng hậu (文穆皇后).

## Hậu duệ
- Con trai:

1. Lưu Tử Nghiệp (劉子業), Thái tử lập năm 454.
2. Lưu Tử Thượng (劉子尚; 450 - 465), Dự Chương vương (lập năm 456), bị Minh Đế buộc tự sát.

- Con gái:

1. Sơn Âm công chúa Lưu Sở Ngọc (劉楚玉), bị buộc tự sát năm 466.
2. Lâm Hoài công chúa Lưu Sở Bội (劉楚珮).
3. Hoàng nữ Lưu Sở Tú (劉楚琇).
4. Khang Lạc công chúa Lưu Tu Minh (劉修明).